# Futuna (Vanuatu)
Futuna è un'isola situata nell'Oceano Pacifico e appartenente alla provincia di Tafea (Vanuatu). Fa parte della Polinesia periferica.
È l'isola più orientale dell'arcipelago e si è formata nel pleistocene, almeno 11 000 anni, fa nel corso dell'eruzione di un vulcano sottomarino.
Raggiunge un'altitudine massima di 666 m s.l.m. e talvolta è chiamata Futuna occidentale per distinguerla dall'isola di Futuna appartenente all'arcipelago di Wallis e Futuna.